# Apamea robertsoni
Apamea robertsoni là một loài bướm đêm thuộc họ Noctuidae. Nó được tìm thấy ở Bắc Mỹ, bao gồm California.